# World Championship Wrestling
World Championship Wrestling (WCW) (в переводе с англ. — «Чемпионат мира по рестлингу») — рестлинг-промоушен США, существовавший c 1988 по 2001 год. Базировался в Атланте, Джорджия.
Истоки федерации исходят от NWA-аффилированной компании Jim Crockett Promotions, владелец которой, Джим Крокетт скупивший ряд региональных рестлинг-промоушенов и насобирав долг в более чем десять миллионов долларов, продал активы своей компании Теду Тёрнеру, владельцу Turner Broadcasting System. После чего компания была переименована в World Championship Wrestling.
В середине 1990-х годов WCW резко улучшила свои экономические показатели, в основном благодаря назначению Эрика Бишоффа на должность исполнительного продюсера; стратегии найма главных звёзд WWF; созданию шоу Monday Nitro; креативное и маркетинговое использование бренда «Новый мировой порядок» (nWo) и другие инновационные концепции. В течение следующих нескольких лет промоушен способствовал росту таких рестлеров, как Голдберг, Крис Джерико, Букер Ти, Эдди Герреро, Даймонд Даллас Пейдж, Рей Мистерио, Крис Бенуа и Гигант (Биг Шоу в WWF), а также успешному обновлению образов Халка Хогана, Стинга и Скотта Штайнера. WCW обгонял WWF по популярности и телевизионным рейтингам в конце 1990-х годов, однако многочисленные финансовые и творческие ошибки привели к тому, что компания потеряла лидерство. Тёрнер (и позже Time Warner) владел WCW до 2001 года, когда избранные активы были приобретены WWF. С 2001 года образы и видеоматериалы WCW широко распространяются в медиа, принадлежащих WWE. На апрель 2017 года большая часть библиотеки WCW доступна в сервисе WWE Network.
В качестве преемника WCW существуют две отдельные компании. WCW, Inc. является дочерней компанией WWE, созданной в Делавэре в конце 2000 года, которая владеет правами на видеобиблиотеку WCW и другую интеллектуальную собственность. Бывшая компания WCW, которая сохранила обязательства, не приобретенные WWE, была переименована в Universal Wrestling Corporation, по-прежнему включена в список филиалов Time Warner.

## Организация
Штаб-квартира WCW находилась в городе Атланта, штат Джорджия. С момента основания до продажи компании в 2001 году ею руководил Тед Тёрнер.
Мероприятия проходили несколько раз в неделю: по понедельниками они именовались как WCW Monday Nitro, по четвергам — WCW Thunder, по субботам — Saturday Night WCW.

## История
WCW была основана в 1991 году на базе одного из отделений федерации NWA. До 1993 года её рестлеры ещё выступали в боях против бывших «коллег» из NWA, но с августа 1993 года WCW окончательно стала независимой организацией. Её популярность держалась на борцах, пришедших из федераций ECW, WWF и NWA, а также своих звёздах — Стинге, Голдберге, и др.
Почти все топ-бойцы были разделены по группировкам: nWo (New World Order — «Новый мировой порядок»), Wolfpac («Волчья стая»), LWO (Latin World Order — «Латиноамериканский мировой порядок»), The New Blood («Новая кровь»), «Filthy Animals» и т. д.
На протяжении всего времени своего существования WCW пыталась абстрагироваться от своих конкурентов — NWA и WWF. Федерация постоянно искала деньги на погашение долгов перед телевидением, и для привлечения новых зрителей сталкивала «плохих» (nWo Hollywood) и «хороших» (nWo Wolfpack) рестлеров в боях и всевозможных стычках за рингом. Однако, федерация совершила ошибку, увольняя проигравших рестлеров, а на освободившиеся деньги нанимая новых — молодых и недорогих. Самые рейтинговые бойцы начали покидать WCW, и доходы компании падали. Владельцы промоушна продали WCW Винсу Макмэну, владельцу WWF. WCW прекратила своё существование в ноябре 2001 года.

## WCW Monday Nitro
WCW Monday Nitro — телевизионная рестлинг-программа от WCW, которая выходила еженедельно по понедельникам вечером на канале TNT с 4 сентября 1995 года по 26 марта 2001 года. В течение всего времени существования программа шла в одно время с шоу World Wrestling Federation — Monday Night Raw.
Создана Эриком Бишоффом и Тедом Тернером. Дебют Nitro положил начало Monday Night Wars — битве за телевизионные рейтинги между WWF и WCW. Хотя Monday Nitro с самого начала было сравнимо по популярности с Raw, после появления «Нового мирового порядка» (nWo) шоу начало лидировать в рейтингах. Начиная с июня 1996 года Nitro побеждало Raw в рейтингах 83 недели подряд, что вынудило владельца WWF Винса Макмэна начать более ориентированную на взрослых эру Attitude.
По мере того, как сюжетная линия nWo становилась все скучнее, интерес фанатов падал, и Raw начал сокращать разрыв в рейтингах. В апреле 1998 года, через несколько недель после того, как Стив Остин выиграл свой первый титул чемпиона WWF, Raw впервые за почти два года обошло Nitro по рейтингам. Шоу продолжали обмениваться рейтинговыми победами до ноября 1998 года, когда Raw окончательно обошло Nitro.
23 марта 2001 года Винс Макмэн купил WCW, включая Nitro, тем самым победив и положив конец Monday Night Wars.

## Чемпионские титулы
| Титул                                                                                          | Примечания |
| ---------------------------------------------------------------------------------------------- | --- |
| Чемпиона мира NWA в тяжелом весе NWA World Heavyweight Championship                            | Титул перешёл в WCW от NWA, использовался с 1988 до 1993 года. |
| Мировое командное чемпионство NWA NWA World Tag Team Championship                              | Титул перешёл в WCW от NWA, использовался с 1992 по 1993 год. |
| Чемпион WCW в первом тяжелом весе WCW Cruiserweight Championship                               | Титул был создан WCW в 1996 году, а после покупки её компанией WWE продолжил своё существование как WWE Cruiserweight Championship до 2008 года. |
| Командное чемпионство WCW в полутяжелом весе WCW Cruiserweight Tag Team Championship           | Титул был создан WCW в 2001 году, но после покупки её компанией WWE прекратил своё существование. |
| Чемпион WCW в полутяжелом весе WCW Light Heavyweight Championship                              | Титул был создан WCW в 1991 году, но в сентябре 1992 года прекратил своё существование. |
| Хардкорный чемпион WCW WCW Hardcore Championship                                               | Титул был создан WCW в 1999 году и упразднен в марте 2001 года. |
| Международный чемпион мира WCW в тяжелом весе WCW International World Heavyweight Championship | Был вторым мировым титулом WCW. Был создан в 1993 году, а в 1994 году был объединен с титулом чемпиона мира WCW в тяжёлом весе. |
| Чемпион Соединенных Штатов WCW WCW United States Championship                                  | Второй по рангу титул WCW. Был создан NWA в 1975 году, сейчас используется в WWE как WWE United States Championship. |
| Командное чемпионство Соединенных Штатов WCW WCW United States Tag Team Championship           | Титул был основан в 1986 году NWA Mid-Atlantic Championship Wrestling и использовался WCW до июля 1992 года, а после был упразднен. |
| Чемпионка WCW среди женщин WCW Women’s Championship                                            | Титул был создан WCW в 1996 году и упразднен в 1997 году. |
| Женское чемпионство WCW в полутяжелом весе WCW Women’s Cruiserweight Championship              | Титул был создан в 1997 году, но в том же году был упразднен. |
| Чемпион мира WCW в тяжелом весе WCW World Heavyweight Championship                             | Титул был основным в WCW. Был создан WCW в 1991 году, а после покупки WCW компанией WWE в декабре 2001 года был объединен с титулом WWF/WWE Championship. Сам пояс (официальное название которого — «The Big Gold Belt») стал использоваться WWE с сентября 2002 года и до настоящего времени как WWE World Heavyweight Championship (впоследствии WWE Heavyweight Championship). |
| Командное чемпионство WCW для 6 человек WCW World Six-Man Tag Team Championship                | Название титула произошло из названия титула NWA World Six-Man Tag Team Championship из промоушена NWA Mid-Atlantic Championship Wrestling. Использовался WCW до 1991 года, а потом был упразднен. |
| Мировое командное чемпионство WCW WCW World Tag Team Championship                              | Титул Мировых командных чемпионов WCW. Титул был создан NWA Mid-Atlantic Championship Wrestling в 1975 году и продолжил своё использование после продажи WCW компании WWE до ноября 2001 года. |
| Телевизионный чемпион мира WCW WCW World Television Championship                               | Титул был создан в 1974 году NWA Mid-Atlantic Championship Wrestling и использовался WCW до 2000 года. |

## Программы WCW
| Программы                                    | Примечания |
| -------------------------------------------- | --- |
| WCW Monday Nitro                             | (1995—2001) |
| WCW Thunder                                  | (1998—2001) |
| WCW Saturday Night                           | (1971—2000) Также называлась WCW Saturday Morning, Georgia Championship Wrestling и World Championship Wrestling. |
| World Championship Wrestling: Sunday Edition | (1973—1987) |
| WCW WorldWide                                | (1975—2001) Также называлась World Wide Wrestling.                                                                |
| WCW Pro                                      | (1985—1998) Также называлась NWA Pro Wrestling и Mid-Atlantic Wrestling.                                          |
| WCW Main Event                               | (1988—1998) Также называлась NWA Main Event.                                                                      |
| WCW Power Hour                               | (1989—1994) Также называлась NWA Power Hour.                                                                      |
| WCW Prime                                    | (1995—1997) |
| WCW Clash of the Champions                   | (1988—1997) Также называлась NWA Clash of Champions.                                                              |

## Известные бойцы
В боях под эгидой федерации неоднократно принимали участие такие известные рестлеры как Халк Хоган, Кевин Нэш, Скотт Холл, Стинг, Брет Харт, Крис Бенуа, Даймонд Даллас Пэйдж, Билл Голдберг, Гигант, Крис Джерико, Рей Мистерио, Сид Вишес, Эдди Герреро, Билли Кидман, Скотт Штайнер, Ренди Севедж, Скотт Нортон, Лекс Люгер, Бам Бам Бигелоу, Рик Флэр, Бафф Багвелл, Дин Маленко, Психоз, Хувентуд Геррера, Чаво Герреро-мл, Вампиро, Ворон, Перри Сатурн, Рик Штайнер и многие другие.